# Lista siturilor arheologice din județul Caraș-Severin - R
Lista siturilor arheologice din județul Caraș-Severin - R conține toate siturile arheologice din județul Caraș-Severin înscrise în Repertoriul Arheologic Național (RAN) și aflate în localități al căror nume începe cu litera R. RAN este administrat de Ministerul Culturii și Patrimoniului Național și cuprinde date științifice, cartografice, topografice, imagini și planuri, precum și orice alte informații privitoare la zonele cu potențial arheologic, studiate sau nu, încă existente sau dispărute.
Puteți căuta un sit din localitățile care încep cu litera R folosind formularul de mai jos sau puteți naviga prin toate siturile din județ la Lista siturilor arheologice din județul Caraș-Severin.
| Cod RAN                                  | Denumire | Localitate                              | Adresă                                           | Datare                    | Descoperit | Coordonate                                    | Imagine           | Erori            |
| ---------------------------------------- | --- | --------------------------------------- | ------------------------------------------------ | ------------------------- | ---------- | --------------------------------------------- | ----------------- | ---------------- |
| 53648.01.01 (Cod LMI: CS-I-m-B-10870)    | Așezarea romană de la Ramna - "Beran" / ansamblu anonim (Categorie: locuire civilă) (Tip: Așezare)                                                        | sat Ramna, comuna Ramna                 | Beran                                            | romană sec. II - III      |            |                                               | Încărcați imagine | Raportați eroare |
| 53648.01.02 (Cod LMI: CS-I-m-B-10870)    | Așezarea romană de la Ramna - "Beran" / ansamblu anonim (Categorie: locuire civilă) (Tip: Villa rustica)                                                  | sat Ramna, comuna Ramna                 | Beran                                            | romană sec. II - III      |            |                                               | Încărcați imagine | Raportați eroare |
| 53648.02.01 (Cod LMI: CS-I-m-B-10871.01) | Așezarea daco-romană de la Ramna - "Ibrilont" / ansamblu anonim (Categorie: locuire civilă) (Tip: Așezare)                                                | sat Ramna, comuna Ramna                 | Ibrilont                                         | sec. III - IV             |            |                                               | Încărcați imagine | Raportați eroare |
| 53648.02.02 (Cod LMI: CS-I-m-B-10871.02) | Așezarea daco-romană de la Ramna - "Ibrilont" / ansamblu anonim (Categorie: locuire civilă) (Tip: Instalație de reducere a minereului)                    | sat Ramna, comuna Ramna                 | Ibrilont                                         | sec. III - IV             |            |                                               | Încărcați imagine | Raportați eroare |
| 52829.01.01 (Cod LMI: CS-I-s-B-10872)    | Fortificația hallstattiană de la Remetea Pogănici - "Pascoane" / ansamblu anonim (Categorie: fortificație) (Tip: Fortificație de pământ)                  | sat Remetea-Pogănici, comuna Fârliug    | Pascoane                                         | Basarabi și post Basarabi |            |                                               | Încărcați imagine | Raportați eroare |
| 52829.01.02 (Cod LMI: CS-I-s-B-10872)    | Fortificația hallstattiană de la Remetea Pogănici - "Pascoane" / ansamblu anonim (Categorie: fortificație) (Tip: Val de pământ)                           | sat Remetea-Pogănici, comuna Fârliug    | Pascoane                                         |                           |            |                                               | Încărcați imagine | Raportați eroare |
| 50807.01.01 (Cod LMI: CS-I-m-A-10770.01) | Biserica medievală de la Reșița - "Ogașele" / ansamblu Biserică tip sală (Categorie: construcție de cult) (Tip: Biserică)                                 | municipiul Reșița                       | Str. Petru Maior, cartier Moroasa, punct Ogașele | sec. XIV - XV             |            | 45°17′59″N 21°52′17″E / 45.29972°N 21.87139°E | Încărcați imagine | Raportați eroare |
| 50807.01.02 (Cod LMI: CS-I-m-A-10770.02) | Biserica medievală de la Reșița - "Ogașele" / ansamblu anonim (Categorie: construcție de cult) (Tip: Necropolă)                                           | municipiul Reșița                       | Str. Petru Maior, cartier Moroasa, punct Ogașele | sec. XIV - XV             |            | 45°17′59″N 21°52′17″E / 45.29972°N 21.87139°E | Încărcați imagine | Raportați eroare |
| 53559.01.01                              | Așezarea daco-romană de la Radimna / ansamblu anonim (Categorie: locuire) (Tip: Așezare)                                                                  | sat Radimna, comuna Pojejena            |                                                  | daco-romană Sec. III-IV   |            |                                               | Încărcați imagine | Raportați eroare |
| 53648.03.01                              | Situl arheologic de la Ramna- Valea Vernicului / ansamblu anonim (Categorie: locuire) (Tip: Așezare)                                                      | sat Ramna, comuna Ramna                 | Valea Vernicului                                 |                           |            |                                               | Încărcați imagine | Raportați eroare |
| 53648.03.02                              | Situl arheologic de la Ramna- Valea Vernicului / ansamblu anonim (Categorie: locuire) (Tip: Așezare)                                                      | sat Ramna, comuna Ramna                 | Valea Vernicului                                 | sec. III-IV               |            |                                               | Încărcați imagine | Raportați eroare |
| 53648.04.01                              | Așezarea daco-romană de la Ramna- Odu Verde / ansamblu anonim (Categorie: locuire) (Tip: Așezare)                                                         | sat Ramna, comuna Ramna                 | Odu Verde                                        | daco-romană sec. III-IV   |            |                                               | Încărcați imagine | Raportați eroare |
| 53648.04.02                              | Așezarea daco-romană de la Ramna- Odu Verde / ansamblu anonim (Categorie: locuire) (Tip: ateliere de olărie)                                              | sat Ramna, comuna Ramna                 | Odu Verde                                        | romană sec. IV            |            |                                               | Încărcați imagine | Raportați eroare |
| 53684.01.01                              | Așezarea daco-romană de la Răcășdia / ansamblu anonim (Categorie: locuire) (Tip: Așezare)                                                                 | sat Răcășdia, comuna Răcășdia           |                                                  | sec. III-IV               |            |                                               | Încărcați imagine | Raportați eroare |
| 52829.02.01                              | Locuirea în peșteră de la Remetea-Pogănici- Peștera Urieșilor / ansamblu anonim (Categorie: locuire) (Tip: Locuire în peșteră)                            | sat Remetea-Pogănici, comuna Fârliug    | Peștera Urieșilor                                |                           |            |                                               | Încărcați imagine | Raportați eroare |
| 50807.02.01                              | Așezarea neolitică de la Reșița - Izvorul Rece / ansamblu anonim (Categorie: locuire) (Tip: Așezare)                                                      | municipiul Reșița                       | Izvorul Rece                                     |                           |            |                                               | Încărcați imagine | Raportați eroare |
| 52099.01.01                              | Așezarea neolitică de la Ruginosu- Gruniul cu Cremene / ansamblu anonim (Categorie: locuire) (Tip: Așezare)                                               | sat Ruginosu, comuna Copăcele           | Gruniul cu Cremene                               | Vinča - B2                |            |                                               | Încărcați imagine | Raportați eroare |
| 52099.01.02                              | Așezarea neolitică de la Ruginosu- Gruniul cu Cremene / ansamblu anonim (Categorie: locuire) (Tip: Așezare)                                               | sat Ruginosu, comuna Copăcele           | Gruniul cu Cremene                               | Vinča - B2/C              |            |                                               | Încărcați imagine | Raportați eroare |
| 51421.01.01                              | Așezarea daco-romană de la Rusova Nouă- Dealul Morii / ansamblu anonim (Categorie: locuire) (Tip: Așezare)                                                | sat Rusova Nouă, comuna Berliște        | Dealul Morii                                     | daco-romană sec. III-IV   |            |                                               | Încărcați imagine | Raportați eroare |
| 53559.02.01                              | Movila de epocă necunoscută de la Radimna / ansamblu Strejerița (Categorie: descoperire funerară) (Tip: Movilă)                                           | sat Radimna, comuna Pojejena            |                                                  |                           |            |                                               | Încărcați imagine | Raportați eroare |
| 53648.05.01                              | Așezarea neolitică de la Ramna - Peștera Pădurea Sicleni / ansamblu anonim (Categorie: locuire) (Tip: Așezare în peșteră)                                 | sat Ramna, comuna Ramna                 |                                                  |                           |            |                                               | Încărcați imagine | Raportați eroare |
| 53648.06.01                              | Așezarea daco-romană de la Ramna - Gârliște / ansamblu anonim (Categorie: locuire) (Tip: Așezare)                                                         | sat Ramna, comuna Ramna                 | Gârliște                                         | sec. III-IV               |            |                                               | Încărcați imagine | Raportați eroare |
| 53648.07.01                              | Așezarea daco-romană de la Ramna - Văiegoasa / ansamblu anonim (Categorie: locuire) (Tip: Așezare)                                                        | sat Ramna, comuna Ramna                 |                                                  |                           |            |                                               | Încărcați imagine | Raportați eroare |
| 53684.02.01                              | Așezarea preistorică de la Răcășdia / ansamblu anonim (Categorie: locuire) (Tip: Așezare)                                                                 | sat Răcășdia, comuna Răcășdia           |                                                  |                           |            |                                               | Încărcați imagine | Raportați eroare |
| 53684.03.01                              | Așezarea preistorică de la Răcășdia - Lațova / ansamblu anonim (Categorie: locuire) (Tip: Așezare)                                                        | sat Răcășdia, comuna Răcășdia           | Lațova                                           |                           |            |                                               | Încărcați imagine | Raportați eroare |
| 53684.04.01                              | Așezarea preistorică de la Răcășdia - Rovină / ansamblu anonim (Categorie: locuire) (Tip: Așezare)                                                        | sat Răcășdia, comuna Răcășdia           | Rovină                                           | sec. III-IV               |            |                                               | Încărcați imagine | Raportați eroare |
| 53684.05.01                              | Așezarea preistorică de la Răcășdia - Dumbrava / ansamblu anonim (Categorie: locuire) (Tip: Așezare)                                                      | sat Răcășdia, comuna Răcășdia           | Dumbrava                                         | sec. III-IV               |            |                                               | Încărcați imagine | Raportați eroare |
| 53684.06.01                              | Așezarea preistorică de la Răcășdia - Răscrucea drumului Ilidia - Macoviște / ansamblu anonim (Categorie: locuire) (Tip: Așezare)                         | sat Răcășdia, comuna Răcășdia           | Răscrucea drumului Ilidia - Macoviște            | sec. III-IV               |            |                                               | Încărcați imagine | Raportați eroare |
| 53684.07.01                              | Așezarea de epocă medievală de la Răcășdia / ansamblu anonim (Categorie: locuire) (Tip: Așezare)                                                          | sat Răcășdia, comuna Răcășdia           |                                                  | sec. XII-XIV              |            |                                               | Încărcați imagine | Raportați eroare |
| 53684.07.02                              | Așezarea de epocă medievală de la Răcășdia / ansamblu anonim (Categorie: locuire) (Tip: necropola)                                                        | sat Răcășdia, comuna Răcășdia           |                                                  | sec. XII-XIV              |            |                                               | Încărcați imagine | Raportați eroare |
| 50807.03.01                              | Situl arheologic de la Reșița / ansamblu anonim (Categorie: locuire) (Tip: Așezare)                                                                       | municipiul Reșița                       |                                                  | Vinča                     |            |                                               | Încărcați imagine | Raportați eroare |
| 50807.03.02                              | Situl arheologic de la Reșița / ansamblu anonim (Categorie: locuire) (Tip: Așezare)                                                                       | municipiul Reșița                       |                                                  | Coțofeni                  |            |                                               | Încărcați imagine | Raportați eroare |
| 50807.04.01                              | Așezarea din epoca bronzului de la Reșița / ansamblu anonim (Categorie: locuire) (Tip: Așezare)                                                           | municipiul Reșița                       |                                                  | Glina III                 |            |                                               | Încărcați imagine | Raportați eroare |
| 50807.04.02                              | Așezarea din epoca bronzului de la Reșița / ansamblu anonim (Categorie: locuire) (Tip: Așezare)                                                           | municipiul Reșița                       |                                                  | Vatina                    |            |                                               | Încărcați imagine | Raportați eroare |
| 52099.02.01                              | Așezarea vinciană de la Ruginosu - Căminul cultural / ansamblu anonim (Categorie: locuire) (Tip: Așezare)                                                 | sat Ruginosu, comuna Copăcele           | Căminul cultural                                 | Vinča                     |            |                                               | Încărcați imagine | Raportați eroare |
| 53737.02.01                              | Situl arheologic de la Rusca Montană / ansamblu anonim (Categorie: exploatare/carieră) (Tip: carieră)                                                     | sat Rusca Montană, comuna Rusca Montană |                                                  |                           |            |                                               | Încărcați imagine | Raportați eroare |
| 53737.02.02                              | Situl arheologic de la Rusca Montană / ansamblu anonim (Categorie: exploatare/carieră) (Tip: carieră)                                                     | sat Rusca Montană, comuna Rusca Montană |                                                  |                           |            |                                               | Încărcați imagine | Raportați eroare |
| 53746.01.01                              | Situl arheologic de la Ruschița / ansamblu anonim (Categorie: exploatare/carieră) (Tip: mină de fier și plumb)                                            | sat Ruschița, comuna Rusca Montană      |                                                  |                           |            |                                               | Încărcați imagine | Raportați eroare |
| 53746.01.02                              | Situl arheologic de la Ruschița / ansamblu anonim (Categorie: exploatare/carieră) (Tip: mină de fier și plumb)                                            | sat Ruschița, comuna Rusca Montană      |                                                  |                           |            |                                               | Încărcați imagine | Raportați eroare |
| 51421.02.01                              | Situl arheologic de la Rusova Nouă / ansamblu anonim (Categorie: locuire) (Tip: Așezare)                                                                  | sat Rusova Nouă, comuna Berliște        |                                                  | sec. III-IV               |            |                                               | Încărcați imagine | Raportați eroare |
| 51421.02.02                              | Situl arheologic de la Rusova Nouă / ansamblu anonim (Categorie: locuire) (Tip: Așezare)                                                                  | sat Rusova Nouă, comuna Berliște        |                                                  | sec. XII d.Chr            |            |                                               | Încărcați imagine | Raportați eroare |
| 51421.03.01                              | Complexul de morminte de epocă necunoscută de la Rusova Nouă - La Zăcătoare / ansamblu anonim (Categorie: decoperire funerară) (Tip: complex de morminte) | sat Rusova Nouă, comuna Berliște        | La Zăcătoare                                     |                           |            |                                               | Încărcați imagine | Raportați eroare |
| 51430.01.01                              | Atelierul metalurgic din epoca daco-romană de la Rusova Veche / ansamblu anonim (Categorie: locuire) (Tip: atelier metalurgic)                            | sat Rusova Veche, comuna Berliște       |                                                  | sec. III-IV               |            |                                               | Încărcați imagine | Raportați eroare |